# 马修·迈奎尔
马修·迈奎尔（Matthew Maguire，1855年—1917年)，国际机械师协会工程师。1882年9月5日在纽约举行的第一次劳动节游行时，他是这次活动的实际组织者。1896年，马奎尔被社会主义劳工党提名为副总统候选人 。